# Rondeletia peruviana
Espèce
Synonymes
- Rondeletia peruviana Standl.[2]

Statut de conservation UICN

 VU D2 : Vulnérable
Rondeletia peruviana est une espèce de plantes de la famille des Rubiaceae.

## Publication originale
- Publications of the Field Museum of Natural History, Botanical Series 8(5): 342. 1931.